# لندمن (مجموعه تلویزیونی)
لندمن (انگلیسی: Landman) یا مباشر، مجموعه تلویزیونی درام آمریکایی است که به‌دست تیلور شریدان و کریستین والاس بر اساس پادکست شهر پر رونق به میزبانی والاس ساخته شده است. بیلی باب تورنتون نقش اصلی کارمند یک شرکت نفتی بازی را می‌کند. پخش این مجموعه در ۱۷ نوامبر ۲۰۲۴ از پارامونت پلاس آغاز شد.

## زمینهٔ داستانی
لندمن در دنیای مناطق نفت‌خیز در غرب تگزاس جریان دارد، جایی که سکوبان‌ها و میلیاردرها به دنبال کسب ثروت هستند و آب و هوا، اقتصاد و ژئوپلیتیک را تغییر می‌دهند.

## بازیگران

### اصلی
- بیلی باب تورنتون در نقش تامی نوریس، ترکیبی از یک لندمن نفتی و معاون عملیات در یک شرکت نفتی
- الی لارتر در نقش آنجلا نوریس، همسر سابق تامی، و مادر کوپر و آینسلی
- جیکوب لافلند در نقش کوپر نوریس، پسر تامی و آنجلا، و برادر آینسلی که برای پدرش به عنوان یک سرباز کار می‌کند.
- میشل راندولف در نقش آینسلی نوریس، دختر با اراده تامی و آنجلا، و خواهر کوپر
- پائولینا چاوز در نقش آریانا مدینا، همسر الویو[۳]
- کایلا والاس در نقش ربکا فالکون، یک وکیل علیت
- مارک کولی در نقش کلانتر والت جوبرگ
- جیمز جردن در نقش دیل بردلی، مهندس نفت
- دمی مور در نقش کامی میلر، همسر مونتی و دوست تامی[۴][۵]
- جان هم در نقش مونتی میلر. صاحب M-Tex و دارای رابطه شخصی و حرفه‌ای طولانی با تامی[۴]

### تکرارکننده
- کلم فیور در نقش ناتان، وکیل و مدیر شرکت نفت.
- الکس مراز در نقش خیمنز، مدیر محلی میدلند برای یک کارتل بین‌المللی مواد مخدر
- مصطفی اسپیکز در نقش تئودور «رئیس» رامون، خدمه گروهی از افراد نفتی

### مهمان
- مایکل پنیا در نقش آرماندو مدینا، یک خدمه نفت که در حال آموزش کوپر است
- امیلیو ریورا در نقش لوئیس مدینا، خدمه نفت و عموی آرماندو و الویو
- آلخاندرو آکارا در نقش الویو مدینا، خدمه نفت، شوهر آریانا، برادرزاده لوئیس و برادر کوچکتر آرماندو
- روبین لایولی در نقش الی، پیشخدمت در کافه پچ
- بارت جانسون در نقش پاتریک رمزی
- اکتاویو رودریگز در نقش آنتونیو، یکی از اعضای خدمه نفت باس که از کوپر بدش می‌آید و پسر عموی همه اعضای خدمه اول کوپر
- جی آر ویارئال در نقش مانوئل لوپز، یکی دیگر از اعضای خدمه نفت Boss که از کوپر و پسر عموی دیگر خدمه اول کوپر نیز خوشش نمی‌آید.
- میچل اسلاگرت در نقش رایدر سمپسون، دوست پسر جدید آینزلی
- مارکو پرلا در نقش هنک، ساکن یک خانه سالمندان
- گیل کرونور در نقش بورلی، ساکن یک خانه سالمندان
- مکسول کالفیلد در نقش فرماندار تگزاس
- بن برودر در نقش سرهنگ آیوی از گارد ملی تگزاس
- جری جونز در نقش خودش
- تیم ده زارن در نقش پری هاردین، یک زمین‌دار کوچک با یک چاه نفت خشک در ملک خود
- مت پیترز در نقش مل، مالک باشگاه استریپ
- مایکل تاو در نقش دکتر مایکلز، جراح قلب مونتی
- جیم میسکیمن در نقش آلن، وکیل شخصی مونتی
- اندی گارسیا در نقش گالینو، یکی از اعضای کارتل خیمنز که با روشی که خیمنز قلمرو خود را اداره می‌کند مخالف است.

## تولید

### ایجاد
در فوریه ۲۰۲۲، پارامونت پلاس ساخت یک مجموعه تلویزیونی اقتباسی از پادکست شهر پر رونق با عنوان لندن را به تیلور شریدان، فیلمنامه‌نویس، محول کرد. بیلی باب تورنتون در این مجموعه نقش اصلی را بازی می‌کند. در می ۲۰۲۳، جیکوب لافلند، الی لارتر و میشل راندولف به این سریال پیوستند. در ژانویه ۲۰۲۴، کایلا والاس، جیمز جردن، مارک کولی و پائولینا چاوز به‌عنوان اعضای ثابت بازیگران به مجموعه پیوستند. در فوریه ۲۰۲۴، گزارش شد که جان هم به این مجموعه پیوست. در آوریل ۲۰۲۴، گزارش شد که اکتاویو رودریگز و جی آر ویارئال به عنوان شخصیت‌های تکرارکننده به مجموعه پیوستند.
در مهٔ ۲۰۲۴، دمی مور تأیید کرد که فصل دوم این مجموعه قرار است ساخته شود و تولید آن در اوایل سال ۲۰۲۵ آغاز می‌شود.

### فیلم‌برداری
فیلم‌برداری در فورت ورث، تگزاس و اطراف آن در فوریه ۲۰۲۴ آغاز شد و در ژوئن ۲۰۲۴ به پایان رسید. مکان‌های فیلم‌برداری شامل مقر انجمن آمریکایی زمین‌داران حرفه‌ای و همچنین باشگاه نفت فورت ورث و دانشگاه تگزاس کریستین می‌شود.

## پخش
پخش دو قسمت فصل نخست از یکشنبه ۱۷ نوامبر ۲۰۲۴ آغاز شد و قسمت‌های بعدی به صورت هفتگی از یکشنبه‌ها تا ۱۲ ژانویه ۲۰۲۵ در دسترس قرار گرفتند.

## بازخورد
در وب‌سایت جمع‌آوری نقد راتن تومیتوز، این مجموعه بر اساس نظر ۳۴ منتقد، امتیاز تأییدی ۷۶٪ با میانگین نمرهٔ ۶٫۲۰/۱۰ را دریافت کرده است. اجماع منتقدان این وب‌سایت چنین می‌گوید: «لندمن به‌اندازهٔ دیگر سریال‌های نوشته‌شده توسط تیلور شریدان، بخش زیادی از قلمرو را در اختیار دارد، اما حضور بیلی باب تورنتون این نفت خام تگزاس را به سوخت بسیار قابل تماشا تبدیل می‌کند.» این مجموعه در متاکریتیک که از میانگین وزنی استفاده می‌کند، بر اساس نظر ۲۰ منتقد امتیاز ۶۰ از ۱۰۰ را دریافت کرده که نشان‌دهنده بازبینی‌های «مختلط یا متوسط» است.